# Portrait de Commode en Hercule
Le portrait de Commode en Hercule est un buste en marbre conservé aux Musées du Capitole à Rome, dans la salle des horti Lamiani III du palais des Conservateurs, découvert en 1874.
Il provient des Horti Lamiani, sur le point le plus haut de l'Esquilin, fondés par le consulaire Hélio Lamia, ami de Tibère, et qui ont été intégrés à la praedia impériale (propriétés impériales) dès Caligula. 

## Description

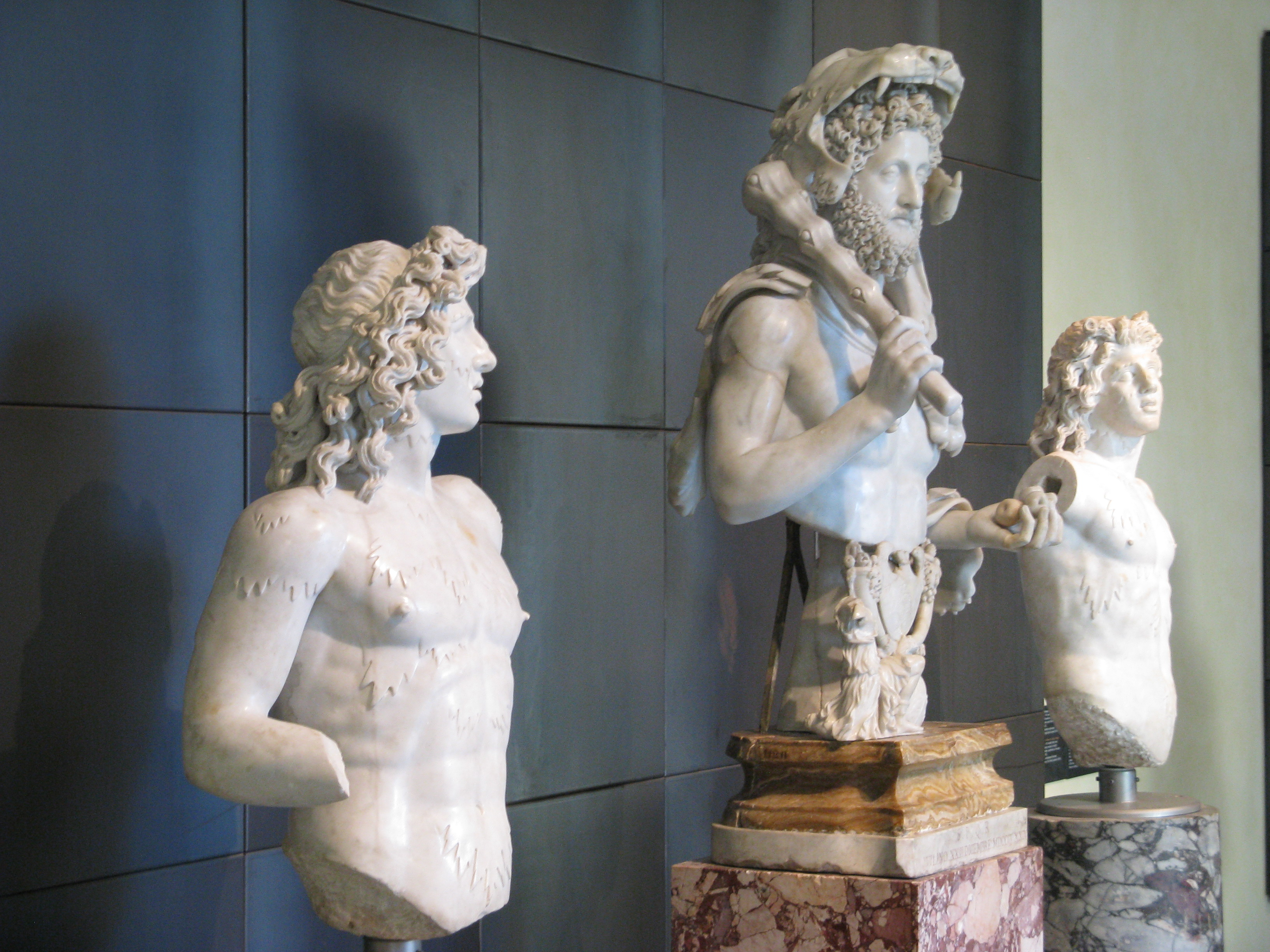
Groupe avec les deux Tritons.

Les traits du visage de l'empereur Commode sont très réalistes et comparables avec les pièces de monnaie datées d'autour des années 190. Les yeux sont saillants et mi-clos, le visage allongé, le nez pointu, la bouche gonflée, la moustache épaisse, et les cheveux et la barbe sont traitées comme un seul ensemble.
Les attributs herculéens sont la peau de lion, avec la gueule de l'animal sur la tête de l'empereur, la massue dans la main droite posée sur l'épaule, et les pommes des Hespérides dans la main gauche. La peau de lion sur la tête crée un fond obscur qui encadre et exalte la tête.
Le buste, extrêmement bien conservé, repose sur une composition complexe : deux amazones agenouillées, dont une seule existe encore, de part et d'autre d'un globe portant les symboles du zodiaque, soutiennent des cornes d'abondance qui se croisent autour d'une pelta, le bouclier caractéristique des Amazones. L'intention de commémoration qui impose le culte divin de l'empereur, par le truchement d'un langage riche de symboles, est accentuée par la présence de deux Tritons marins qui entourent  le personnage central en signe d'apothéose.

## Profil politique et style

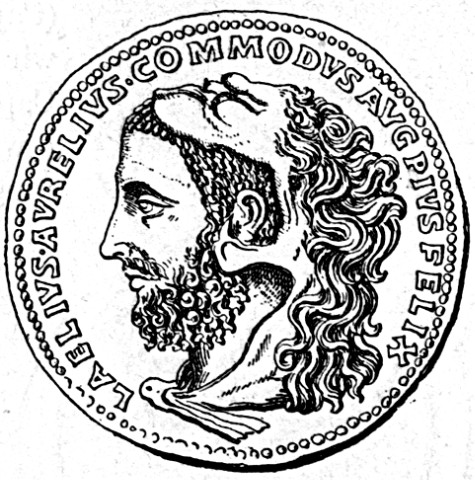
Pièce de monnaie de Commode en Hercule

La déification de Commode en nouvel Hercule a été anticipée sur les cônes monétaires de 188-189, liée aux promesses de ses programmes religieux.
Cette statue constitue une allégorie complexe symbolisant l'apothéose de l'empereur encore en vie. Pour ses attitudes « excessives », Commode subit après sa mort la Damnatio memoriae, mesure qui comportait la destruction de toutes les images et toutes les citations dans les inscriptions officielles : c'est peut-être justement la raison pour laquelle ces statues précieuses avaient été cachées et ont été ainsi conservées.
La représentation rend parfaitement compte de ces aspects et conclut la phase de classicisme de la sculpture romaine, qui a pu renaître sous Hadrien, au cours du IIe siècle. La représentation est construite avec virtuosité, faisant presque rivaliser le marbre avec le métal précieux.